# Miguel Lerdo de Tejada
Miguel Lerdo de Tejada y Corral (Veracruz, Nueva España, 6 de julio de 1812 – Ciudad de México, 22 de marzo de 1861), fue un político liberal mexicano, participó en la Guerra de Reforma. Hermano del ilustrísimo Sebastián Lerdo de Tejada, su padre fue un español oriundo de Muro en Cameros, La Rioja, España. Descendía del muy antiguo e ilustre Solar de Tejada.
Durante la presidencia de Mariano Arista, en 1852, fue alcalde de la Ciudad de México de enero a julio. Con Benito Juárez García, fue nuevamente nombrado ministro de Hacienda, del 3 de enero al 15 de julio de 1859 y del 19 de diciembre del mismo año al 31 de mayo de 1860.
Siendo ministro de Hacienda, redactó la Ley de Desamortización de las Fincas Rurales y Urbanas de las Corporaciones Civiles y Religiosas de México,conocida como Ley Lerdo el 25 de junio de 1856, que afectó a los bienes de la Iglesia y de los pueblos indígenas, y desencadenó la denominada guerra de Reforma. Esta ley obligaba a las corporaciones civiles (ayuntamientos, cofradías, etcétera) y eclesiásticas a vender las casas y terrenos que no estuvieran ocupando a quienes los arrendaban, y a las comunidades indias a repartir entre sus miembros, en propiedad individual, sus terrenos colectivos, bajo el supuesto de que esos bienes produjeran mayores riquezas, en beneficio de más personas.
En distintos periodos presidenciales, ocupó los ministerios de Fomento, Hacienda y Relaciones Exteriores, y fue magistrado de la Suprema Corte de Justicia. Autor de varias obras, entre ellas, Comercio exterior de México desde la conquista hasta hoy. Rompió con Juárez al proponerle este la  suspensión de los pagos de la deuda extranjera, y renunció al Ministerio.
Se perfilaba como el más factible candidato a la Presidencia por parte del grupo avanzado liberal.
Fue candidato a la Presidencia de la República en dos ocasiones, 1857 y 1861, y tuvo como competidores a los presidentes en el cargo Ignacio Comonfort, primero, y Benito Juárez, la segunda vez, y siempre fue apoyado por los llamados liberales puros, políticos e intelectuales de esa época inconformes con los liberales moderados.
El 20 de noviembre de 1857 fue nombrado por el Congreso Tercer Magistrado Propietario de la Suprema Corte de Justicia de la Nación y permaneció ahí hasta 1858.
Autor de los Apuntes históricos de la Heroica Ciudad de Veracruz (1850-1858), de Comercio exterior de México desde la Conquista hasta hoy (1853), Cuadro sinóptico de la República Mexicana (1856), y de la Memoria de Hacienda de 1857.
Hizo campaña contra Juárez en 1861 por la presidencia, pero murió de tifus el 22 de marzo de 1861.
Hoy se sabe que era muy cercano a los intereses norteamericanos incluso a finales de  la Primera Intervención Estadounidense en México el junto a otros miembros del Partido Liberal ofrecieron un banquete a las fuerzas de ocupación norteamericanas y brindaron por la ocupación a este hecho se le llama Brindis del desierto